# Verbo (película)
 Verbo es una película española dirigida por Eduardo Chapero-Jackson protagonizada por Alba García y Miguel Ángel Silvestre.

## Argumento
Sara es una joven y tímida heroína del siglo XXI que empieza a intuir que en el mundo tiene que existir algo más que su triste vida. Entonces comienza a encontrar una serie de inquietantes mensajes, grafitis y pistas de alguien llamado "Líriko" que le empujan a entrar en una nueva dimensión, peligrosa y terrorífica, en la que deberá iniciar un viaje para salvar su vida. En el transcurso de este devenir perturbador pero lleno de aventuras, Sara encontrará un nuevo reto: el modo de cambiar su mundo.

## Concepción
Su director denomina a la película como una fábula contemporánea de autoconocimiento en la que Sara, una adolescente del extrarradio de cualquier ciudad, con una familia aparentemente normal, emprende un viaje desde ese hábitat tan desarraigado en busca de información y respuestas que su entorno no le da. En el transcurso de este viaje, Sara encontrará un nuevo reto: el de cambiar el mundo.
Chapero-Jackson se inspiró en las obras de Hayao Miyazaki y en la película de Henry Selick Coraline.

## Banda sonora
La banda sonora original de la película fue publicada por Quartet Records y compuesta por Pascal Gaigne (que se encargó de bandas sonoras como la de AzulOscuroCasiNegro) a excepción de los temas Verbo y Palabras, del rapero Nach (producidos por Baghira), siendo el primero un tema inédito para la película. Además, la actriz Alba García presta su voz en dos temas, extraídos directamente de la película. 
| N.º | Título                                                                   | Duración |  |
| 1.  | «TRANSFORMACIÓN DE LA CIUDAD»                                            | 03:01    |  |
| 2.  | «VERBO*»                                                                 | 04:20    |  |
| 3.  | «ZENKO-KYOKU»                                                            | 02:40    |  |
| 4.  | «TEMA DE SARA (1)»                                                       | 01:02    |  |
| 5.  | «CENA»                                                                   | 01:28    |  |
| 6.  | «PASILLO»                                                                | 00:17    |  |
| 7.  | «CLASE»                                                                  | 00:56    |  |
| 8.  | «ESPEJOS»                                                                | 01:28    |  |
| 9.  | «TEMA DE SARA (2)»                                                       | 00:45    |  |
| 10. | «AUTOBÚS»                                                                | 01:25    |  |
| 11. | «CALLES Y GRAFITIS»                                                      | 01:01    |  |
| 12. | «LA IGLESIA»                                                             | 00:57    |  |
| 13. | «¿QUÉ TENGO QUE PERDER?»                                                 | 01:54    |  |
| 14. | «LA NOCHE»                                                               | 03:14    |  |
| 15. | «TEMA DE SARA (3)»                                                       | 00:41    |  |
| 16. | «TEMA DE SARA (4)»                                                       | 01:07    |  |
| 17. | «LA CASA DERRUIDA»                                                       | 01:59    |  |
| 18. | «SALTO»                                                                  | 01:54    |  |
| 19. | «LIRIKO»                                                                 | 01:50    |  |
| 20. | «SOMBRA»                                                                 | 00:36    |  |
| 21. | «MUNDO DE ESPEJOS (1)»                                                   | 02:10    |  |
| 22. | «MUNDO DE ESPEJOS (2)»                                                   | 01:31    |  |
| 23. | «PISO»                                                                   | 02:30    |  |
| 24. | «VENTANA»                                                                | 00:37    |  |
| 25. | «HUIDA»                                                                  | 01:57    |  |
| 26. | «SARA MURO»                                                              | 00:39    |  |
| 27. | «PALABRAS*»                                                              | 01:08    |  |
| 28. | «PRINCIPIO CANTERA»                                                      | 00:50    |  |
| 29. | «CANTERA»                                                                | 02:05    |  |
| 30. | «TÚNEL DE SONIDO (1)»                                                    | 01:27    |  |
| 31. | «TÚNEL DE SONIDO (2)»                                                    | 02:48    |  |
| 32. | «LIRIKO EN LA VENTANA»                                                   | 01:11    |  |
| 33. | «DARÍO Y SARA»                                                           | 01:54    |  |
| 34. | «INES Y SARA»                                                            | 01:11    |  |
| 35. | «TODO ESTÁ EN JUEGO»                                                     | 01:34    |  |
| 36. | «DISCURSO DE SARA»                                                       | 03:25    |  |
| 37. | «TRANSFORMACIÓN DE LA CIUDAD (reprise) con la voz de Sara (Alba García)» | 03:01    |  |
| 38. | «TEMA DE SARA (Créditos finales)»                                        | 03:01    |  |
| 39. | «DISCURSO DE SARA (bonus track) con la voz de Sara (Alba García)»        | 03:29    |  |

## Reparto
| Actor/Actriz             | Personaje            |
| ------------------------ | -------------------- |
| Alba García              | Sara                 |
| Miguel Ángel Silvestre   | Líriko               |
| Verónica Echegui         | Medussa              |
| Víctor Clavijo           | Tótem                |
| Macarena Gómez           | Prosak               |
| Adam Jezierski           | Foco                 |
| Fernando Soto            | Rafa                 |
| Michelle Asante          | Night                |
| Nasser Saleh             | Darío                |
| Manolo Solo              | Profesor             |
| Álvaro Cañete            | Luis                 |
| Miriam Martín            | Niña de blanco       |
| Peter Peralta            | Adolescente Japonés  |
| José María Moreno        | Fede                 |
| Sergio Villalba          | Hugo                 |
| Djédjé Apali             | Hermes               |
| Sergio Eduardo Bonnin    | Chico de los espejos |
| Patrick Mahoney Calderon | Niño Inframundo      |
| Nelly Mayorga            | Chica de los espejos |
| Nach                     | Guardián             |
| Najwa Nimri              | Inés                 |